# Natación en los Juegos Olímpicos de Pekín 2008 – 200 metros espalda femenino
El evento de 200 metros espalda femenino en los Juegos Olímpicos de Pekín 2008 tuvo lugar del 14 al 16 de agosto en el Centro Acuático Nacional de Pekín.

## Récords
Antes de esta competición, el récord mundial y olímpico existentes eran los siguientes:
| Récord mundial  | Margaret Hoelzer    | 2:06,09 | Omaha, Estados Unidos | 05/07/2008 |
| Récord olímpico | Krisztina Egerszegi | 2:07,06 | Barcelona, España     | 31/07/1992 |

Los siguientes récords olímpicos fueron establecidos durante esta competición:
| Fecha      | Evento  | Nombre          | País     | Tiempo  | Récord |
| ---------- | ------- | --------------- | -------- | ------- | ------ |
| 14/08/2008 | Serie 4 | Kirsty Coventry | Zimbabue | 2:06,76 | RO     |
| 16/08/2008 | Final   | Kirsty Coventry | Zimbabue | 2:05,24 | RM, RO |

## Resultados

### Semifinales

#### Semifinal 1
| Pos. | Calle | Nombre             | País           | Tiempo  | Notas |
| ---- | ----- | ------------------ | -------------- | ------- | ----- |
| 1    | 3     | Elizabeth Beisel   | Estados Unidos | 2:07,90 | Q     |
| 2    | 7     | Reiko Nakamura     | Japón          | 2:08,21 | Q     |
| 3    | 4     | Elizabeth Simmonds | Reino Unido    | 2:08,96 | Q     |
| 4    | 8     | Gemma Spofforth    | Reino Unido    | 2:09,19 |       |
| 5    | 5     | Zhao Jing          | China          | 2:09,59 |       |
| 6    | 6     | Melissa Ingram     | Nueva Zelanda  | 2:09,70 |       |
| 7    | 1     | Hanae Ito          | Japón          | 2:09,86 |       |
| 8    | 2     | Laure Manaudou     | Francia        | 2:12,04 |       |

#### Semifinal 2
| Pos. | Calle | Nombre              | País           | Tiempo  | Notas |
| ---- | ----- | ------------------- | -------------- | ------- | ----- |
| 1    | 4     | Kirsty Coventry     | Zimbabue       | 2:07,76 | Q     |
| 2    | 5     | Meagen Nay          | Australia      | 2:08,09 | Q, OC |
| 3    | 6     | Margaret Hoelzer    | Estados Unidos | 2:08,25 | Q     |
| 4    | 7     | Belinda Hocking     | Australia      | 2:08,80 | Q     |
| 5    | 3     | Anastasía Zúyeva    | Rusia          | 2:09,07 | Q     |
| 6    | 2     | Alexianne Castel    | Francia        | 2:10,04 |       |
| 7    | 1     | Stanislava Komarova | Rusia          | 2:10,50 |       |
| 8    | 8     | Anja Čarman         | Eslovenia      | 2:12,46 |       |

### Final
| Pos.              | Calle | Nombre             | País           | Tiempo  | Notas  |
| ----------------- | ----- | ------------------ | -------------- | ------- | ------ |
| Medalla de oro    | 4     | Kirsty Coventry    | Zimbabue       | 2:05,24 | RM, RO |
| Medalla de plata  | 2     | Margaret Hoelzer   | Estados Unidos | 2:06,23 |        |
| Medalla de bronce | 6     | Reiko Nakamura     | Japón          | 2:07,13 | AS     |
| 4                 | 8     | Anastasía Zúyeva   | Rusia          | 2:07,88 |        |
| 5                 | 5     | Elizabeth Beisel   | Estados Unidos | 2:08,23 |        |
| 6                 | 1     | Elizabeth Simmonds | Reino Unido    | 2:08,51 | RN     |
| 7                 | 3     | Meagen Nay         | Australia      | 2:08,84 |        |
| 8                 | 7     | Belinda Hocking    | Australia      | 2:10,12 |        |